# مژگان پوریگانه
مژگان پوریگانه (زاده ۱۳۴۹ - درگذشته ۷ دی ۱۳۷۵ بر اثر تصادف با اتومبیل) یکی از دو بازیگر نقش اصلی فیلم عروس کاغذی ساخته حجت‌الله سیفی محصول سال ۱۳۷۴
مژگان پوریگانه دانشجوی فوق کارشناسی دانشگاه آزاد بود و تا پیش از بازی در نخستین فیلمش «عروس کاغذی» که تنها فیلمش نیز بود ـ هیچگونه فعالیت هنری نداشت. وی در هفتم دیماه ۱۳۷۵ در مسیر دانشگاه آزاد در پی تصادفی اتومبیل درگذشت. بجای وی در این فیلم مینو غزنوی صحبت می‌کرد.